# Melvin Booker
Melvin Jermaine Booker (né le 20 août 1972 à Pascagoula, dans le Mississipi), est un joueur professionnel américain de basket-ball. Il est le père du joueur des Suns de Phoenix, Devin Booker.

## Biographie

### Carrière amateur
Melvin Booker est un joueur performant au lycée de Moss Point. Il obtient en moyenne 28 points par match au cours de sa dernière saison et est nommé joueur de l'année dans sa classe. Malgré des résultats convaincants, aucune grande université de la région ne le recrute et Booker signe avec les Tigers du Missouri, une équipe universitaire dont il attire l'attention lors d'une session de recrutement organisée dans la région. Les entraîneurs adjoints de Missouri le remarquent alors qu'ils faisaient du repérage sur les autres vedettes du Mississippi (Litterial Green et Mahmoud Abdul-Rauf).
Melvin Booker est élu le joueur de l'année du Big Eight en 1994, lorsqu'il mène son équipe à un record de conférence, toujours invaincu, de 14 victoires pour 0 défaites. Il fait également partie des sélections des Big Eight en 1993 et 1994. En 1999, Booker est élu au Hall of Fame de l'athlétisme de l'université du Missouri[Laquelle ?].

### Carrière professionnelle
Malgré des performances réussies, Booker n'est pas sélectionné lors de la draft 1994 de la NBA.
Au cours de sa carrière, Melvin Booker joue dans différentes équipes de la National Basketball Association (NBA). Chez les Rockets de Houston pendant la saison 1995-1996 ; et chez les Nuggets de Denver puis les Warriors de Golden State au cours de la saison 1996-1997, totalisant ainsi 32 matchs au plus haut niveau.

### Vie privée
Melvin Booker a un fils unique, Devin, né de sa relation avec Veronica Guttiérrez, une cosmétologue qu'il rencontre durant sa carrière de basketteur.